# Universidade de Reading
A Universidade de Reading (em inglês:  University of Reading) é uma universidade britânica situada na cidade de Reading, condado de Berkshire, na Inglaterra, Reino Unido.
Tem uma longa tradição de pesquisa e ensino, de reputação nacional e internacional. Reading faz parte do grupo das red brick universities. A universidade foi estabelecida em 1892 como University College, Reading e rececebeu sua Royal Charter em 1926. Em 1947, a universidade comprou o parque de Whiteknights, que tornar-se-ia seu campus principal. Em 1984, a universidade iniciou a fusão com o Bulmershe College, processo completado em 1989. Atualmente, a universidade tem vários campi - todos situados na cidade de Reading e arredores. Oferece cursos tradicionais e outros, menos usuais.
Reading recebeu o Queen's Anniversary Prize de ensino superior e educação continuada em 1998, 2005, 2009 e 2011. Foi incluída  entre as melhores do mundo pelo Times Higher Education (THE) World University Rankings em 2011. Todavia, entre 1993 e 2009, a classificação da universidade, elaborada pelos principais órgãos da imprensa britância, oscilou entre a 19ª (em 1995, segundo o Times Good University Guide) e a 44ª (em 2006, segundo o Guardian University Guide) colocações.
|                               | 2009 | 2008 | 2007 | 2006 | 2005 | 2004 | 2003 | 2002 | 2001 | 2000 | 1999 | 1998 | 1997 | 1996 | 1995 | 1994 | 1993 |
| ----------------------------- | ---- | ---- | ---- | ---- | ---- | ---- | ---- | ---- | ---- | ---- | ---- | ---- | ---- | ---- | ---- | ---- | ---- |
| Times Good University Guide   | 31º= | 25º  | 31º  | 39º  | 30º  | 29º  | 30º  | 27º  | 31º  | 31º  | 24º= | 28º  | 21º  | 24º= | 19º= | 23º= | 32º= |
| Guardian University Guide     | 39º  | 42º  |      | 44º  | 27º  | 21º  | 29º  |      |      |      |      |      |      |      |      |      |      |
| Sunday Times University Guide |      | 32º  | 31º  | 34º  | 35º  | 37º  | 36º  | 31º  | 28º  | 29º  | 28º  | 32º= |      |      |      |      |      |
| Independent / Complete        | 38º  | 29º  |      |      |      |      |      |      |      |      |      |      |      |      |      |      |      |
| Daily Telegraph               |      |      | 29º  |      |      |      | 40º  |      |      |      |      |      |      |      |      |      |      |
| FT                            |      |      |      |      |      |      | 24º  |      | 27º  | 34º  | 30º  |      |      |      |      |      |      |

## Galeria

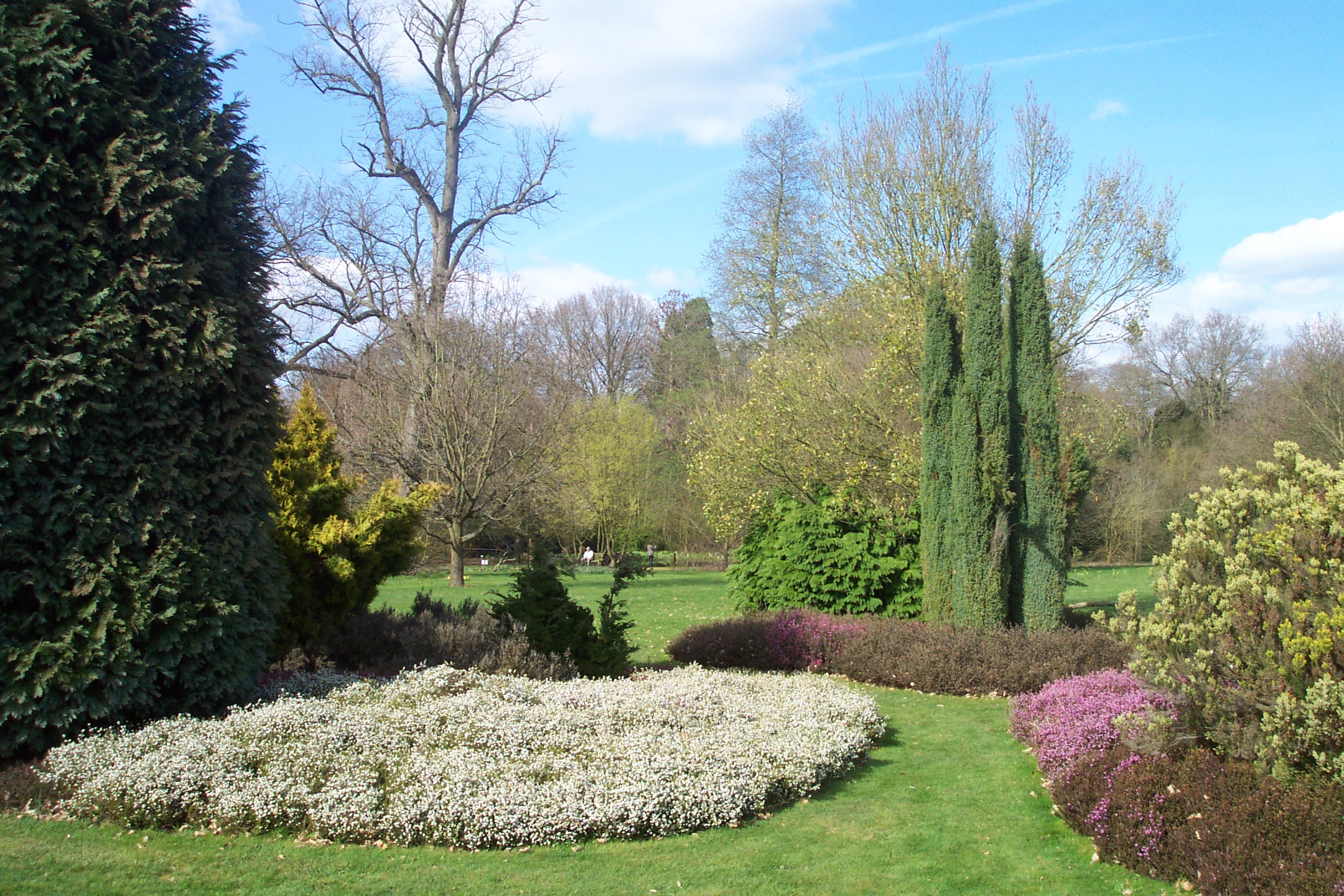
Harris Garden, na primavera
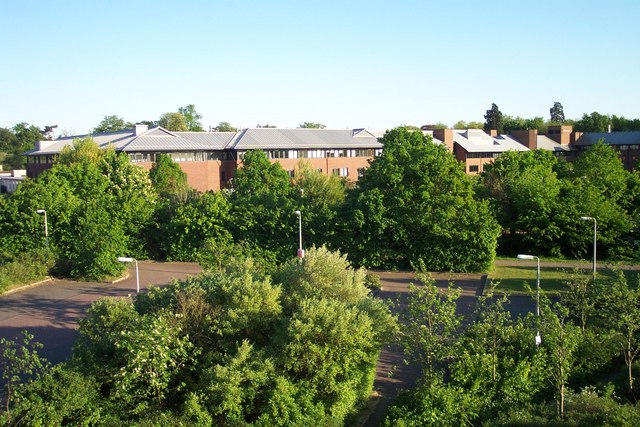
Whiteknights Campus
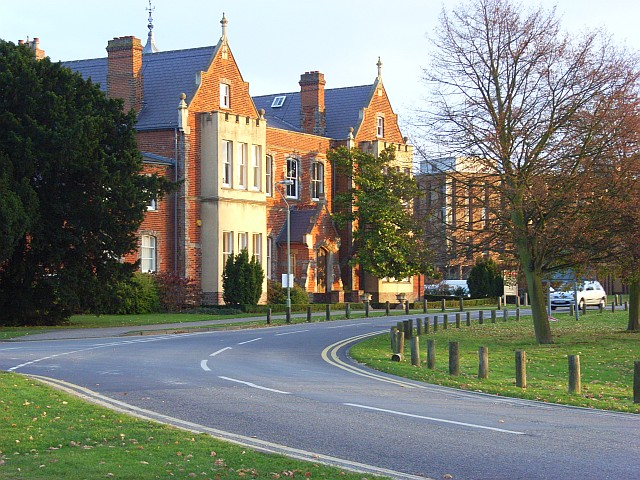
Old Whiteknights House - Grad. School of Social Sciences
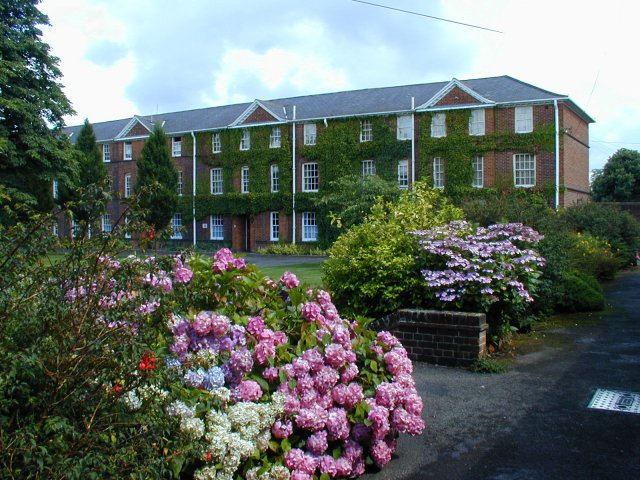
St Patrick's Hall - alojamento para estudantes
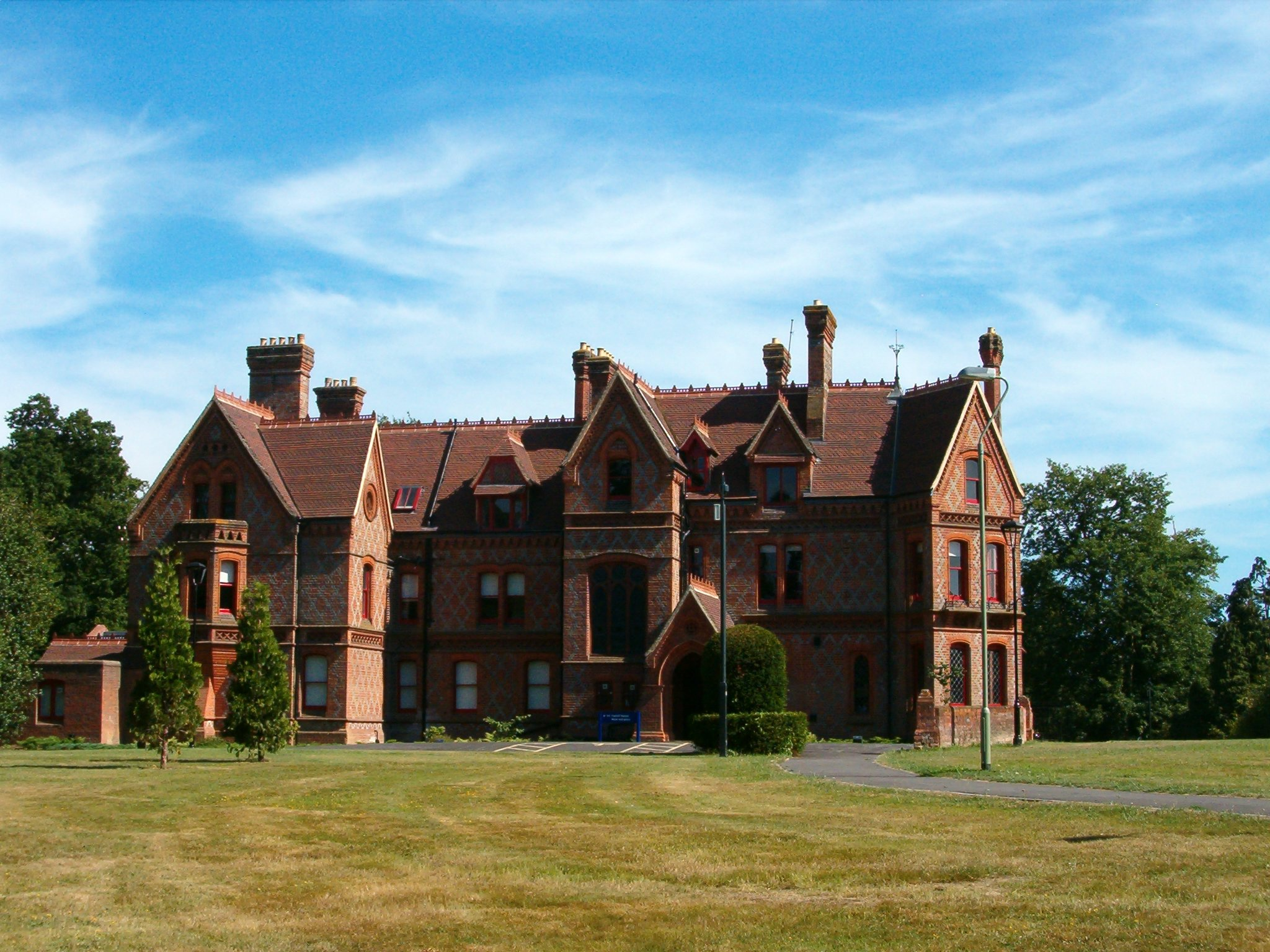
Foxhill House - School of Law
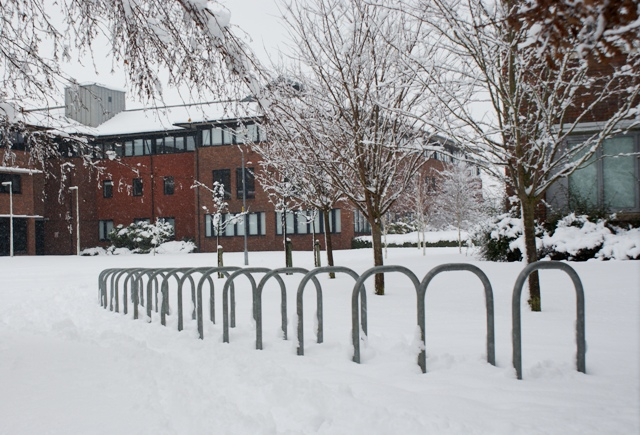
Faculdades de Psicologia e  Agricultura.